# Suuri-Olli
Suuri-Olli är en ö i Finland. Den ligger i sjön Kallavesi och i kommunen Kuopio i den ekonomiska regionen  Kuopio ekonomiska region  och landskapet Norra Savolax, i den centrala delen av landet, 300 km nordost om huvudstaden Helsingfors. Öns area är 14,1 hektar och dess största längd är 0,7 kilometer i nord-sydlig riktning.